# Waring-probléma
A Waring-probléma az additív számelmélet egyik alapfeladata, azzal foglalkozik, hogy hány darab k-adik hatvány (nem negatív egész szám k-adik hatványa) szükséges egy tetszőleges pozitív egész összegként való előállításához. Itt k egynél nagyobb egész. Waring sejtése szerint minden k>1 számhoz van olyan g(k) szám, hogy minden természetes szám előáll g(k) k-adik hatvány összegeként. (Itt mindegy, hogy legfeljebb, vagy pontosan g(k) tagot követelünk, mert az összeget mindig kiegészíthetjük tetszőlegesen sok {\displaystyle 0^{k}} taggal). Hilbert 1909-ben igazolta, hogy g(k) létezik minden k-ra. Mára apró bizonytalanságtól eltekintve minden k-ra ismerjük g(k) értékét. Legkésőbb g(4)=19-t igazolták 1986-ban. Hilbert bizonyítási eljárásának jelentős leegyszerűsítése a magyar Kürschák József nevéhez fűződik.

## Története, elnevezés
Edward Waring 1770-ben kiadott Meditationes Algebraicae című könyvében publikálta azt az észrevételét, hogy „Omnis integer numerus vel est cubus; vel e duobus, tribus, 4, 5, 6, 7, 8, vel novem cubus compositus: est etiam quadratoquadratus; vel e duobus, tribus etc. usque ad novemdecim compositus et sic deinceps.” azaz minden szám előáll kilenc köbszám, tizenkilenc negyedik hatvány stb. összegeként. A modern matematika ezt úgy fogalmazza meg, hogy minden {\displaystyle k\geq 2} természetes számhoz megadható egy csak k-tól függő s(k) szám, hogy minden természetes szám előáll legfeljebb s(k) k-adik hatvány összegeként, azaz a k-adik hatványok sorozata bázist alkot. Hagyományosan g(k)-val jelölik s(k) legkisebb értékét.
Még 1770-ben igazolta Lagrange azt a régi sejtést, hogy minden természetes szám négy négyzetszám összege, azaz g(2)=4 (a négynégyzetszám-tétel).

## Alsó becslésg(k)-ra
ahol {\displaystyle \lfloor x\rfloor } az x szám alsó egészrészét jelöli.
Ez a korlát úgy adódik, hogy mutatunk egy számot, aminek az előállításához legalább ennyi k-adik hatvány szükséges. Legyen
Ekkor az {\displaystyle n=r\cdot 2^{k}-1} számot csak {\displaystyle 1^{k}} és {\displaystyle 2^{k}} tagokkal tudjuk előállítani, mivel {\displaystyle n<r\cdot 2^{k}<{\frac {3^{k}}{2^{k}}}\cdot 2^{k}=3^{k}}. De a tagok száma akkor a legkisebb, ha r-1 tag értéke {\displaystyle 2^{k}} és {\displaystyle 2^{k}-1} értéke 1. Azaz a tagok száma {\displaystyle 2^{k}+r-2}.

## g(4) létezik
Liouville igazolta, hogy g(4) létezik, pontosabban, hogy minden természetes szám előáll 53 negyedik hatvány összegeként. Ehhez a
azonosságot használta fel. A jobb oldalon a negyedik hatványok száma 12. Ebből, Lagrange tételét használva, következik, hogy minden {\displaystyle 6n^{2}} alakú szám felírható 12 negyedik hatvány összegeként. Ismét használva Lagrange eredményét, minden 6x alakú számot {\displaystyle 6a^{2}+6b^{2}+6c^{2}+6d^{2}} alakban írhatunk és ez, az előbbiek szerint 48 negyedik hatvány összege. Végül egy tetszőleges számot egy 6x alakú szám és legfeljebb 5 egyes segítségével felírva adódik Liouville tétele.

## g(3) értéke
Először E. Maillet igazolta 1895-ben, hogy g(3) létezik, sőt {\displaystyle g(3)\leq 21}. Ezt sokak javítása után 1909-ben Arthur Wieferich javította a pontos g(3)=9 értékre (egy esetet, amit Wieferich elnézett, Kempner 1912-ben zárt le).

## Azonosságok
Számos egyéb konkrét esetre igazolták g(k) létezését, ehhez nem egy esetben a fentihez hasonló azonosságokat használtak.
Fleck például {\displaystyle (x_{1}^{2}+x_{2}^{2}+x_{3}^{2}+x_{4}^{2})^{3}}-öt ki tudta fejteni, mint
és ebből már levezethető g(6) létezése.
Hurwitz {\displaystyle (x_{1}^{2}+x_{2}^{2}+x_{3}^{2}+x_{4}^{2})^{4}}-ra igazolta, hogy egyenlő a következővel:
Hurwitz kimondta azt az általános sejtést is, hogy minden k-ra van
alakú azonosság, ahol az {\displaystyle a_{i}}-k pozitív racionális számok, a {\displaystyle b_{i,j}}-k pedig egészek.

## Waring sejtésének igazolása
Waring sejtését először Hilbert igazolta 1909-ben. Először is arra adott egzisztenciabizonyítást, hogy létezik, Hurwitz fenti sejtésében megfogalmazott típusú azonosság. Ezután számos egyéb azonosság létezését vezette le, majd k-ra indukcióval igazolta a tételt. Módszere alkalmatlan volt arra, hogy g(k)-ra bármilyen korlátot kapjon. Az 1920-as években Hardy és Littlewood a körmódszer segítségével számos új eredményt ért el, többek közt a {\displaystyle g(k)=O(k2^{k})} becslést. Módszerük azon alapult, hogy analitikus eszközökkel becsléseket adtak az
egyenlet megoldásszámára. Eredményeiket erősen megjavította Vinogradov. Ennek nyomán Dickson, Pillai, Rubugunday és Niven lényegében meghatározta g(k) értékét minden {\displaystyle k\geq 6}-ra. Tételük szerint, ha
akkor
Ha viszont
akkor legyen
Ekkor, ha {\displaystyle 2^{k}<N(k)}, akkor
ha pedig {\displaystyle 2^{k}=N(k)}, akkor
Stemmler (1964) szerint az első feltétel, így az első képlet teljesül minden {\displaystyle k\leq 200000} értékre és Mahler 1957-ben igazolta, hogy véges kivétellel minden k értékre. Sejtjük, hogy k minden értékére teljesül.
Linnyik 1943-ban egy teljesen elemi bizonyítást publikált Hilbert tételére.
A g(4) = 19 egyenlőséget 1986-ban igazolta Balasubramanian, Dress, és Jean-Marc Deshouillers, g(5) = 37-et 1964-ben Chen Jingrun, végül g(6) = 73-at 1940-ben Subbayya Sivasankaranarayana Pillai.

## G(k)
| Korlátok         |
| ---------------- |
| 1 = G(1) = 1     |
| 4 = G(2) = 4     |
| 4 ≤ G(3) ≤ 7     |
| 16 = G(4) = 16   |
| 6 ≤ G(5) ≤ 17    |
| 9 ≤ G(6) ≤ 24    |
| 8 ≤ G(7) ≤ 33    |
| 32 ≤ G(8) ≤ 42   |
| 13 ≤ G(9) ≤ 50   |
| 12 ≤ G(10) ≤ 59  |
| 12 ≤ G(11) ≤ 67  |
| 16 ≤ G(12) ≤ 76  |
| 14 ≤ G(13) ≤ 84  |
| 15 ≤ G(14) ≤ 92  |
| 16 ≤ G(15) ≤ 100 |
| 64 ≤ G(16) ≤ 109 |
| 18 ≤ G(17) ≤ 117 |
| 27 ≤ G(18) ≤ 125 |
| 20 ≤ G(19) ≤ 134 |
| 25 ≤ G(20) ≤ 142 |

1909-ben Landau publikálta azt a meglepő eredményt, hogy minden elegendő nagy szám már 8 köbszám összegeként is felírható. 1939-ben L. E. Dickson ezt úgy pontosította, hogy csak 23 és 239 a kivételek. Linnyik 1943-ban azt is igazolta, hogy minden elég nagy szám legfeljebb 7 köbszám összege.
Minden jel szerint minden elég nagy szám már 4 köbszámmal is előállítható, sőt azt sejtik, hogy 7373170279850 a legnagyobb szám, ami nem írható fel 4 köbszám összegeként. Négy köbszám biztosan szükséges végtelen sok számhoz: mivel a 3-mal nem osztható számok köbe 9-cel osztva {\displaystyle \pm 1}-et ad maradékul, ilyenek azok a számok, amelyek 9-cel vett maradéka 4 vagy 5. Mindenesetre Davenport igazolta, hogy a négy köbszámmal nem előállítható számok száma x-ig {\displaystyle O(x^{29/30+\varepsilon })} és ezt Brüdern {\displaystyle O(x^{37/42+\varepsilon })}-ra javította.
E jelenségek vizsgálatára vezette be Hardy és Littlewood a G(k) értéket, ami a legkisebb olyan m számot jelenti, hogy minden elég nagy természetes szám előáll m darab k-adik hatvány összegeként. Ennek hátterében egyrészt az áll, hogy, mint a fenti példán is láttuk, k>2-re csak kis számokhoz szükséges g(k) k-adik hatvány, később ez leesik egy jóval kisebb értékre, másrészt az analitikus eljárásokkal kapott becslések csak igen nagy számokra adnak jó eredményeket. Tudjuk tehát, hogy G(2)=4, mert, mint könnyen látható, végtelen sok szám (a {\displaystyle 4^{x}(8y+7)} alakú számok) nem állíthatóak elő három négyzetszám összegeként.
G(k) pontos értéke a legtöbb esetben ismeretlen. A fentiek szerint G(3)-ról csak annyit tudunk hogy: {\displaystyle 4\leq G(3)\leq 7}. Könnyen látható, hogy {\displaystyle G(k)\geq k+1} minden k>1-re, ugyanis a k darab k-adik hatvány összegeként felírható számok sorozatának felső sűrűsége legfeljebb {\displaystyle 1/k!}. Továbbá {\displaystyle G(2^{k})\geq 2^{k+2}}, ha {\displaystyle k\geq 3}, ugyanis a {\displaystyle (2^{k+3}-1)(2^{k+2})^{n}} alakú számokhoz legalább ennyi {\displaystyle 2^{k}}-adik hatvány kell. De ekkor {\displaystyle G(3\cdot 2^{k})\geq 2^{k+2}}-nek is teljesülnie kell, hiszen minden {\displaystyle 3\cdot 2^{k}}-adik hatvány egyben {\displaystyle 2^{k}}-adik hatvány is. Sejthető, hogy k>2-re a fenti korlátok adják meg G(k) pontos értékét.
G(4) értékét pontosan megadja Davenport egy tétele, ami szerint minden elég nagy szám, ha 16-tal osztva nem 14 vagy 15 maradékot ad, felírható 14 negyedik hatvány összegeként. Ebből következik, hogy G(4)=16 és tizenhat negyedik hatványra csak a {\displaystyle 16^{k}A} alakú számok felírására van szükség, ahol A egy véges halmaz eleme.
Hardy és Littlewood igazolta, hogy {\displaystyle G(k)\leq 2^{k}+1}. Ezt Vinogradov a {\displaystyle G(k)\leq 6k\log {k}+k\log 216} becslésre javította. A legjobb eredmény T. D. Wooleytól származik:
{\displaystyle G(k)\leq k\log k+k\log \log k+O(k)}. (Lásd például Vaughan könyvében.)